# Gemeinde Leschnitz
Die Gemeinde Leschnitz, polnisch Gmina Leśnica [lɛɕˈɲiʦa] ist eine Stadt- und Landgemeinde im Powiat Strzelecki der Woiwodschaft Opole in Polen. Ihr Sitz ist die gleichnamige Landstadt mit etwa 2700 Einwohnern.
Seit 2006 ist die Gemeinde amtlich zweisprachig (Polnisch und Deutsch).

## Geographie
Die Gemeinde liegt in der Region Oberschlesien, 25 Kilometer südöstlich von Opole (Oppeln) und 60 Kilometer nordwestlich von Katowice (Kattowitz). 
Die Stadt selbst liegt am südöstlichen Hang des St. Annabergs (Góra Świętej Anny) am Padole-Bach. Im Jahr 1988 wurde um den Berg ein 5775 Hektar großer Landschaftspark errichtet. Auf Gemeindegebiet befindet sich ein geologisches Naturschutzgebiet von 2,68 ha Fläche. Dieser alte Steinbruch aus Kalk und Basalt erinnert an 5 Millionen Jahre alten Vulkanismus.

## Geschichte
In der Folge des Zweiten Weltkriegs kam Leschnitz an Polen. In der Region konnte sich eine deutschstämmige Minderheit halten. Nach der polnischen Volkszählung von 2002 gehören 28,17 % der Gemeindebevölkerung der deutschen Minderheit an, weitere 7,43 % bezeichneten sich als „Schlesier“. Der Bürgermeister und 12 von 15 Mitgliedern des Leschnitzer Stadt-und-Gemeinderates sind bei den Kommunalwahlen 2010 über die Wahlliste der Deutschen Minderheit gewählt worden.
Die Gemeinde genehmigte 2006 Deutsch als Hilfssprache und führte 2008 zweisprachige Ortsbezeichnungen ein.

## Politik
Bei der Kommunalwahl 2024 wurde Bürgermeister Łukasz Jastrzembski von der Deutschen Minderheit, die diesmal unter Bezeichnung „Schlesische Kommunalverwaltung“ antrat, erneut ohne Gegenkandidaten mit 75,3 % der Stimmen wiedergewählt. Zum Gemeinderat trat in 14 der 15 Einpersonenwahlkreise lediglich ein Kandidat an, so dass es lediglich im Wahlkreis 13 eine kontroverse Wahl gab, die die Kandidatin der Schlesischen Kommunalverwaltung (Deutsche Minderheit) für sich entschied. In 13 Wahlkreisen kam ein Vertreter der Deutschen Minderheit ohne Wahl zum Zuge, während aus dem Wahlkreis 12 der polnische Kandidat in den Gemeinderat einzog.
Bei der Kommunalwahl 2018 wurde Bürgermeister Łukasz Jastrzembski vom Wahlkomitee Deutsche Minderheit ohne Gegenkandidaten mit 76,6 % der Stimmen wiedergewählt. Zum Gemeinderat trat in jedem der 15 Einpersonenwahlkreise lediglich ein Kandidat an, so dass es nirgendwo eine kontroverse Wahl gab. In 13 Wahlkreisen kam so ein Vertreter der Deutschen Minderheit zum Zuge, während aus den beiden anderen Wahlkreisen jeweils polnische Kandidaten in den Gemeinderat einzogen.

### Partnerschaften
- Lützelbach (Deutschland)
- Crostwitz (Deutschland)
- Černošice (Tschechien)
- Gerbrunn (Deutschland)
- Karnes City (USA)
- Voitsberg (Österreich)
- Hirschaid (Deutschland)

## Gliederung
Neben der Stadt Leschnitz gehören folgende Dörfer zur Stadt-und-Land-Gemeinde:
- Scharnosin / Czarnocin
- Dollna / Dolna
- Sankt Annaberg / Góra Świętej Anny
- Kadlubietz / Kadłubiec
- Krassowa / Krasowa
- Lichinia / Lichynia
- Lenkau / Łąki Kozielskie
- Poremba / Poręba
- Raschowa / Raszowa
- Wyssoka / Wysoka
- Salesche / Zalesie Śląskie

## Sehenswürdigkeiten
Zu den Sehenswürdigkeiten der Gemeinde zählt der Wallfahrtsort St. Annaberg (Góra Świętej Anny).

## Verkehr
Die Gemeinde hat in Raschowa / Raszowa einen Haltepunkt an der Bahnstrecke Kędzierzyn-Koźle–Opole, wo der Bahnhof Zdzieszowice von 1867 bis 1936 den Namen Leschnitz und bis 1945 Leschnitz/Odertal (Oberschles.) trug. Leschnitz liegt an der ehemaligen Bahnstrecke Kędzierzyn-Koźle–Kluczbork. Der Personenverkehr wurde in diesem Abschnitt zum 23. Juni 2000 eingestellt.